# Slimacomyces isiola
Slimacomyces isiola är en svampart som först beskrevs av R.T. Moore, och fick sitt nu gällande namn av G.Z. Zhao 2007. Slimacomyces isiola ingår i släktet Slimacomyces, divisionen sporsäcksvampar och riket svampar.   Inga underarter finns listade i Catalogue of Life.